# ピルフェニドン
ピルフェニドン（Pirfenidone）は、特発性肺線維症（IPF）等の治療に用いられる抗線維化薬である。成長因子分泌抑制やI型・II型プロコラーゲン産生抑制等により肺の線維化を低減させる。商品名ピレスパ。2008年に日本でIPFの治療薬として承認された後、2010年インドで、2011年中国と欧州で、2012年カナダで、2014年米国とメキシコで承認された。メキシコでの適応は肺線維症および肝線維症である。創傷治癒異常に用いるために局所用剤も開発された。

## 効能・効果
日本・米国で承認されている効能・効果は「特発性肺線維症」である。
欧州では、軽度〜中等度の特発性肺線維症について承認されている。
メキシコでは、創傷や線維化した組織の治療薬としてジェル剤が承認されており、糖尿病性壊死等の皮膚潰瘍の治療に有効である。
他の臨床試験では慢性肝線維症の抗線維化治療についての有効性が示されている。

## 警告
ピルフェニドンは光線過敏症（51.7%）を起こす事があるのみならず、光暴露により染色体異常を引き起こし発癌に至る事があるが、サンスクリーン剤（SPF50+，PA+++）で防止できる。

## 副作用
警告文の他に記載されている重大な副作用は、肝機能障害、黄疸、無顆粒球症、白血球減少、好中球減少である。

### 皮膚
光線過敏症が起こり、皮疹、痒み、乾皮症が生ずるので衣服・帽子等ならびにサンスクリーン剤で皮膚を保護する必要がある。皮膚症状を治療しても治まらない場合には、薬剤の減量、中止を考慮する事。

### 消化管
ピルフェニドンはしばしば食欲不振（23.0%）、胃不快感（14.0%）、嘔気（12.1%）、嘔吐、胃食道逆流症（GERD）、胃炎、消化不良といった消化器系の副作用を引き起こす。これらの重篤度を軽減するためには、薬剤を食後に服用する方が良い。

### 肝機能異常
血中肝酵素、特にAST、ALT、γ-GTP（20.0%）が上昇し易いので、治療開始6ヶ月後から治療終了後3ヶ月までは毎月、血液検査を実施する必要がある。肝機能障害のある患者に投与する場合やCYP1A2阻害薬を併用している場合には特に注意を必要とする。重篤な肝障害のある患者には禁忌とされている国もある。

### 眩暈・疲労
ピルフェニドンを服用中の患者から眩暈および疲労感が報告されている。通常は眩暈は消失するが、前以って患者にピルフェニドンが注意力や協調運動に影響をもたらす事を知らせるべきである。重篤な症状が現れた場合には、減量または中止する。

### 体重減少
体重減少が報告されている。医師は患者の体重に注意を払い、必要に応じて摂取カロリー量を増やすよう指導すべきである。

## 相互作用
様々なシトクロムP450（CYP）の影響を受けるので、多くの相互作用が知られている。

### CYP1A2阻害薬
ピルフェニドンはCYP1A2で代謝されるため、CYP1A2を阻害する薬剤はピルフェニドンの毒性発現を助長し得るので、併用は避けるべきである。フルボキサミンは併用禁忌である。（日本の添付文書では併用注意。）シプロフロキサシン、アミオダロン、プロパフェノン等の薬剤もCYP1A2阻害効果を持つので、併用時は注意が必要とされる。

### 他のCYP酵素阻害薬
ピルフェニドンの一部はCYP1A2以外のCYP酵素でも代謝される。それ故、フルコナゾール（CYP2C9阻害）、クロラムフェニコール（CYP2C19阻害）、フルオキセチンやパロキセチン（共にCYP2D6阻害）の併用時は注意が要る。

### CYP1A2誘導薬
オメプラゾール等の軽度のCYP1A2誘導剤はピルフェニドンの血中濃度を低下させる可能性があるので注意すべきである。

### 喫煙
喫煙はCYP1A2を増加させピルフェニドンのクリアランスを上昇させるので、血中の薬剤濃度が低下する。ピルフェニドン投与中は喫煙を控える様に助言すべきである。

## 作用機序
ピルフェニドンの抗線維化作用や抗炎症作用は様々なin vitro 実験系や線維症実験動物モデルで研究されている。数多くの細胞実験が、ピルフェニドンが線維芽細胞の増殖を減少させ、TGF-β刺激性のコラーゲン産生を抑止し、TGF-β等の線維化促進因子の産生を低下させる働きを持つ事を示している。ピルフェニドンはまた細胞塊と単離ヒト末梢血単核球のいずれにおいてもTNF-αやIL-1β等の炎症性因子の産生を減少させる。これらの活性は線維化モデル動物で観察された幅広い抗線維化作用および抗炎症作用に一致する。

## 前臨床研究

### 線維化モデル動物での研究
動物モデルでは、ピルフェニドンは全身性の抗線維化活性を示し、肺、肝、心、腎での生化学的および病理組織学的線維化指数を減少させる。
ピルフェニドンは複数の肺線維症動物モデルで一貫して抗線維化作用を示した。これらの内ブレオマイシンモデルは肺線維症モデルとして最も広く用いられる。このモデルでは、マウスやハムスター等の様々な動物種を用いてブレオマイシン投与による酸化ストレスで急性の炎症を生ぜしめ、肺線維症を惹起する。多くの研究でピルフェニドンがブレオマイシン誘導性肺線維症を軽減することが示されている。ブレオマイシン42日間投与の前後にピルフェニドンを投与した研究では、ブレオマイシンと同時にピルフェニドンを投与開始すると初期の肺浮腫と肺の線維化が最小限となることが示された。この研究は、肺での蛋白質発現を評価しており、ピルフェニドン投与で炎症誘発性蛋白質や線維形成性蛋白質の発現量が正常化することを発見した。肺線維症の進行中および成立後におけるピルフェニドン投与についても同様の蛋白発現減少が観察されており、ピルフェニドンが治療薬として応用可能であることを意味している。
ピルフェニドンの抗線維化活性は心臓、腎臓、肝臓の線維化症についても確認されている。これらのモデルで、ピルフェニドンは一貫した線維化減少作用および線維形成性因子発現低下作用を示した。

## 特発性肺線維症に関する臨床試験
IPFに対するピルフェニドンの有効性ついては3本の第III相無作為化二重盲検偽薬対照臨床試験が実施された。
一つ目の試験はピルフェニドンのIPFに対する有効性と安全性を確認するための試験であり、日本で実施された。多施設共同無作為化二重盲検試験であり、275名のIPF患者がピルフェニドン1800mg/日群（110名）、1200mg/日群（56名）、偽薬群（109名）に割り付けられ、52週間投与された。ピルフェニドン1800mg/日群および1200mg/日群では偽薬群に比べ、ベースラインからの肺活量の低下量の平均値が減少した。無増悪生存期間も偽薬群に比べてピルフェニドン群で改善した。
CAPACITY試験（004および006）は欧州、北米、豪州の計11ヶ国で実施された無作為化二重盲検偽薬対照第III相試験であった。IPF患者は経口ピルフェニドン群または偽薬群に無作為に割り付けられ、最低72週間の間薬剤を投与された。004試験では、ピルフェニドンは肺活量（FVC）低下を有意に減少させた（p=0.001）。72週後のFVCの平均変化量はピルフェニドン2403mg/日投与群で-8.0%（標準偏差(SD)：16.5）、偽薬群で-12.4%（SD：18.5）で、その差は4.4%（95%信頼区間：0.7〜9.1）であった。10%以上肺活量が低下した患者は、ピ群で174名中35名（20%）、偽群で174名中60名（35%）であった。006試験では、72週投与後のFVC変化量には有意差が付かなかった（p=0.501）。FVC変化量の平均値はピ群で-9.0%（SD：19.6）、偽群で-9.6%（SD：19.1）で、その差は0.6%（95%信頼区間：-3.5〜4.7）であった。
2014年5月、ASCEND試験（第III相試験）の結果が公表された。ASCEND試験は無作為化二重盲検偽薬対照試験であり、555名の患者が登録された。ピルフェニドンは有意にIPFの進行を抑制し52週投与後の肺活量の低下を減少させ（順位ANCOVA p<0.000001）、それ以前の臨床試験の結果が裏書きされた。それに加えて、重要な副次的評価項目（投与6ヶ月時点での歩行距離変化量：p=0.0360 および無増悪生存期間：p=0.0001）でも有意な治療効果が認められた。予め定められていたASCEND試験とCAPACITY試験（52週時のデータ）の併合解析（患者1247名）では、ピルフェニドン群で全死亡リスクが48%減少した（ハザード比=0.52、ログランク検定：p=0.0107）.。
コクランレビューは、ピルフェニドンはIPF患者の無増悪生存期間を改善し肺機能への弱い効果があると思われる、と結論付けた。成人IPF患者を対象に非ステロイド系薬剤を偽薬またはステロイドと比較する無作為化試験が評価された。4本のピルフェニドンの偽薬対照試験で計1155名の患者が登録された。メタアナリシスの結果、ピルフェニドンは病勢進行のリスクを有意に30%低下させた。加えて、日本の臨床試験2本をメタアナリシスした結果、ピルフェニドンが偽薬に比べて肺活量の変化量を良好に制御していることが確認された。

## 薬物動態
ピルフェニドンは経口投与され、吸収時に食事の影響を大きく受ける。嘔気、眩暈等の副作用を減少させるためには、食後に服用することが望ましい。血中では約6割が血漿蛋白質、特にアルブミンと結合している。薬剤の半分近くがCYP1A2で代謝されて不活性体の5-カルボキシピルフェニドンになる。投与された薬剤の約8割が、24時間以内に尿中に排泄される。

## 承認取得状況
2008年10月に日本で厚生労働省が承認した後、2010年10月にインドの規制当局が、2011年9月に中国国家食品薬品監督管理局が承認した。2011年2月にはECがEU27ヶ国での販売を承認し、その後2012年にカナダで、2014年に米国で、2014年にメキシコで承認された。創傷治癒異常に用いるために局所用剤が開発された。
米国では、2010年5月に一旦承認が却下され、臨床試験の追加が要請された。第III相臨床試験（ASCEND試験）が2014年に完了し、その内容を受けて2014年に承認された。